# ラトビア・ソビエト・リガ平和条約
ラトビア・ソビエト・リガ平和条約（ラトビア・ソビエト・リガへいわじょうやく、ラトビア語: Miera līgums starp Latviju un Krieviju; ロシア語: Мирный договор между Россией и Латвией）は、1920年にラトビア民主主義共和国とロシア社会主義連邦ソビエト共和国の間で結ばれた条約である。
この条約により、ラトビア＝ロシア戦争が終結した。またロシアは、契約により確定された"永久の"国境線の下、ラトビアの独立を承認した。

## 締結
条約はモスクワにおいて準備され、1920年8月11日、リガにおいて締結された。
ラトビア側は、Jānis Vestmanis、Pēteris Berģis、Ansis Buševics、Eduards Kalniņš、Kārlis Pauļuks が署名した。ロシア側は、アドリフ・ヨッフェとヤーコフ・ガネツキーが署名した。
サエイマ（ラトビア議会）は1920年9月2日、リガにおいて条約を批准し、モスクワにおいても1920年9月9日、条約は承認された。批准書の交換は1920年10月4日に行われた。

## 内容
- 第1条では、両国間の戦争は、条約の発効をもって終結すると明記された。
- 第2条により、ソビエト・ロシアは、ラトビアを独立した共和国であると認めた。
- 第3条では、両国の国境線と、条約締結後14日以内に、自国領へ軍を撤退させることが取り決められた。

その他、捕虜交換について調整された。いくつかの条文では、第一次世界大戦中、ロシアにより奪われた全ての文化遺産の返還について定められた。